# 馬琴
馬琴（1436年—？年），字廷宣，四川成都府內江縣人，民籍，明朝政治人物。

## 生平
治《詩經》，成化元年（1465年）由儒士中式乙酉科四川鄉試第三十九名舉人。成化二年丙戌科會試聯捷第三百二十五名，第三甲第二百零三名進士。

## 家族
行六，曾祖馬文質；祖馬復，知縣；父馬惟慶；母盧氏。永感下，妻王氏，兄璠（義官）、璵、琳、誠（進士）、綸（同科進士）。